# HMS Urtica (P83)
Le HMS Urtica (pennant number : P83) est un sous-marin britannique de Classe V de la Royal Navy.

## Engagements
Le HMS Urtica fut commandé le 21 mai 1942 et construit par Vickers-Armstrongs à Barrow-in-Furness, au Royaume-Uni. Sa quille est posée le 27 avril 1943, il est lancé le 23 mars 1944 et mis en service le 20 juin 1944,. Son nom Urtica est le nom latin de l'ortie, plante bien connue pour ses propriétés urticantes. Et de fait, son insigne représentait une dague, pointe vers le haut, devant un plan d'ortie, avec en dessous la devise : This nettle danger (en français : « cette ortie, danger ! »
Désarmé en septembre 1945, il est ferraillé en mars 1950 à Milford Haven,.